# Karlgraben (Gemeinde Neuberg)
Karlgraben ist ein Ort im Oberen Mürztal in der Steiermark und gehört zu den Katastralgemeinden Neuberg und Krampen der Gemeinde Neuberg an der Mürz im Bezirk Bruck-Mürzzuschlag.

## Geographie
Der Ort liegt etwa 1½ Kilometer taleinwärts nordwestlich von Neuberg-Alpl, an der Mürz und im Karlgraben (Äußeren Krampengraben) an der Schneealpe, auf um die 750–800 m ü. A. Höhe. Der Graben ist ein linkes Nebental der Mürz, das von der Südwestflanke der Schneealpe (1903 m ü. A.) herabkommt. Karlgraben umfasst um die 25 Adressen. Die linksseitig-südlichen Häuser gehören zur Katastralgemeinde Neuberg, die rechten zur Katastralgemeinde Krampen, die Katastralgrenze verläuft etwa im Bach.

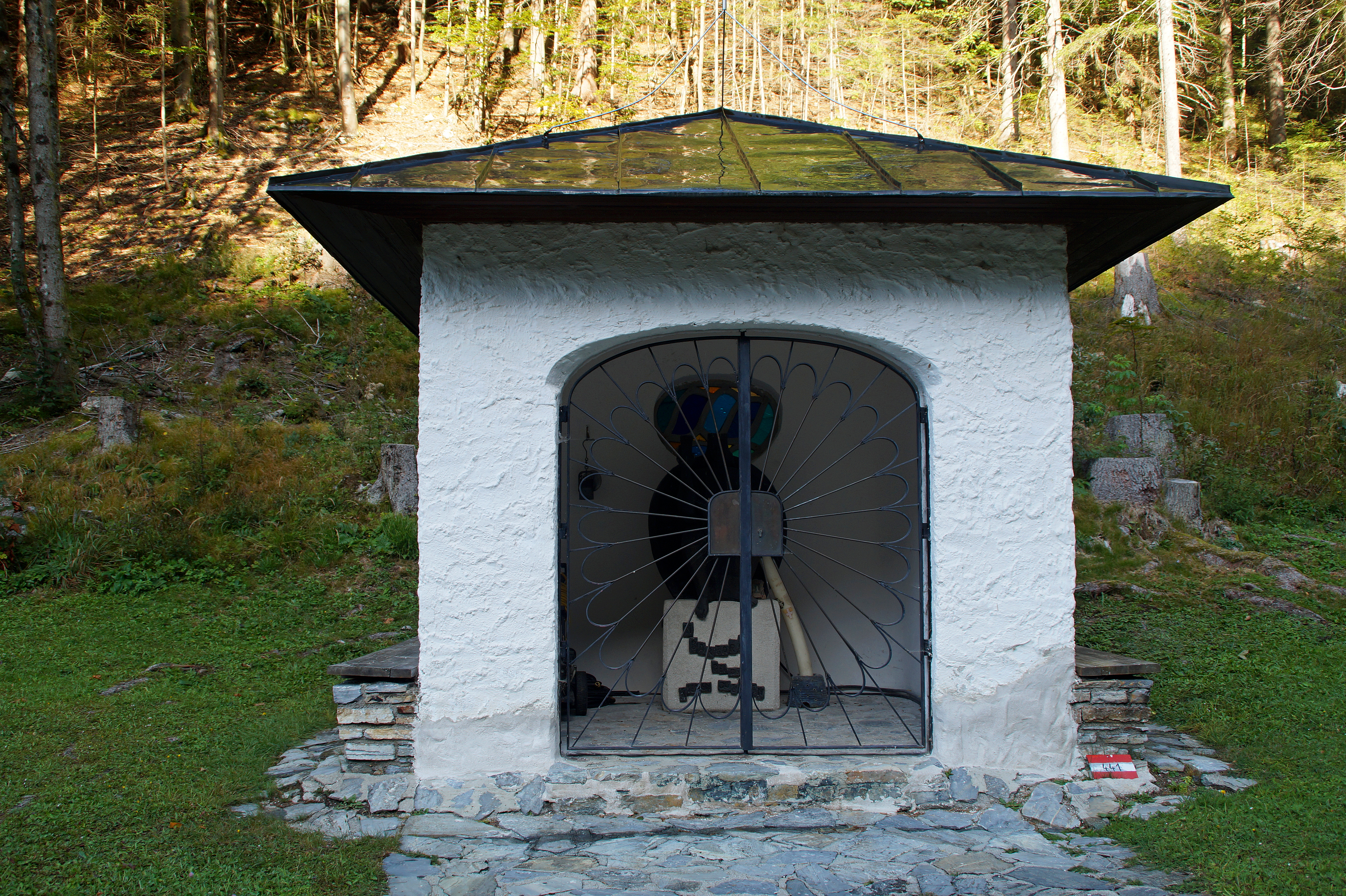
St. Barbara bei den sieben Quellen

In Karlgraben befindet sich ein Quellgebiet, die Sieben Quellen. Die Quellen entwässern den Schneealpstock und schütten große Mengen (bis 400 l/s). Am Waldrand steht eine kleine Barbarakapelle, genannt St. Barbara bei den sieben Quellen.
| Tirol   |                                             | Schneealpe ∗ |
| Krampen | Kompassrose, die auf Nachbargemeinden zeigt |              |
|         |                                             | Schlapfen    |

∗ Ortslage der Berghütten, KG Altenberg

## Geschichte und Infrastruktur
In Karlgraben befand sich im 19. Jahrhundert ein Schmelzofen für die Neuberger Eisengewinnung, der zum k.k. Montan-Aerar, der staatlichen Bergbauverwaltung, gehörte.
Schon 1899 erwarb die Stadt Wien  die Quellen im Karlgraben, um sie an die (I.) Wiener Hochquellenwasserleitung anzubinden. In Diskussion stand eine Leitungsführung durch den Naßkamm bei Altenberg in das Quellgebiet im Naßwaldtal oder durch das Preiner Gscheid mit Anbindung bei Hirschwang. Diese Projekte waren damals technisch nicht  machbar. Erst in den 1960ern erschien eine Erschließung sinnvoll, und 1965 bis 1969 wurde der Schneealpenstollen unter dem Bergmassiv hindurch nach Naßwald getrieben, 9½ Kilometer lang und an die 1000 Meter unter deren Gipfelflur. Der Bau war schwierig und von schwereren Wassereinbrüchen behindert. Parallel wurde gleich ein weiterer Stollen westwärts geschlagen, der 1,2 Kilometer lange Scheibling-Stollen zum Tirolbach in Krampen, und weiter der Lärchsteinstollen nach Lanau. Unter der Wetterin hindurch erfolgte dann die Anbindung der Pfannbauernquelle im Salzatal, und der Zusammenschluss mit der dortigen II. Wiener Hochquellenwasserleitung.

## Nachweise
- 62144 – Neuberg an der Mürz. Gemeindedaten der Statistik Austria

1. ↑  Georg Goeth: Das Herzogthum Steiermark: geographisch-statistisch-topographisch dargestellt und mit geschichtlichen Erläuterungen versehen. Band 1 (Brucker Kreis, 1. Teil), Verlag Heubner, 1840, Kapitel Steuergemeinde Neuberg: c) Krampen, S. 331 (Digitalisat, Google, vollständige Ansicht)
2. ↑  Alfred Drennig, Josef Donner: Fassung und Einleitung der „Sieben Quellen im Karlgraben“ in die I. Wiener Hochquellenwasserleitung. Sonderabdruck aus Gas – Wasser – Wärme, Heft 4 und 5/1966;
weitere Spezialliteratur siehe im Artikel Schneealpenstollen.